# Russische Poolbillard-Meisterschaft 2008
Die russische Poolbillard-Meisterschaft 2008 war ein Poolbillardturnier, das vom 17. bis 20. November 2008 in der russischen Hauptstadt Moskau ausgetragen wurde. Ermittelt wurden die nationalen Meister in den Disziplinen 8-Ball, 9-Ball, 10-Ball und 14/1 endlos.
Erfolgreichster Spieler war Konstantin Stepanow, der zweimal Russischer Meister wurde und jeweils einmal den zweiten und dritten Platz belegte. Im 9-Ball gelang es ihm dabei, seinen Titel aus dem Vorjahr zu verteidigen. Den erstmals ausgetragenen 10-Ball-Wettbewerb gewann Roman Prutschai. Bei den Damen gewann Olga Lewina zwei Titel. Darja Sirotina wurde Russische 10-Ball-Meisterin und in zwei Disziplinen Vizemeisterin.

## Medaillengewinner
| Wettbewerb           | Gold                | Silber              | Bronze                  |
| -------------------- | ------------------- | ------------------- | ----------------------- |
| Herren – 14/1 endlos | Konstantin Stepanow | Ruslan Tschinachow  | Artur Schagejew         |
| Herren – 14/1 endlos | Konstantin Stepanow | Ruslan Tschinachow  | Konstantin Solotilow    |
| Herren – 8-Ball      | Ruslan Tschinachow  | Konstantin Stepanow | Roman Jaroschenko       |
| Herren – 8-Ball      | Ruslan Tschinachow  | Konstantin Stepanow | Igor Jerdjakow          |
| Herren – 9-Ball      | Konstantin Stepanow | Alexander Kusnezow  | Jegor Plischkin         |
| Herren – 9-Ball      | Konstantin Stepanow | Alexander Kusnezow  | Konstantin Solotilow    |
| Herren – 10-Ball     | Roman Prutschai     | Jegor Plischkin     | Konstantin Stepanow     |
| Herren – 10-Ball     | Roman Prutschai     | Jegor Plischkin     | Konstantin Solotilow    |
| Damen – 14/1 endlos  | Olga Lewina         | Darja Sirotina      | Natalja Seroschtan      |
| Damen – 14/1 endlos  | Olga Lewina         | Darja Sirotina      | Anastassija Netschajewa |
| Damen – 8-Ball       | Olga Lewina         | Darja Sirotina      | Nikita Nowikowa         |
| Damen – 8-Ball       | Olga Lewina         | Darja Sirotina      | Anastassija Netschajewa |
| Damen – 9-Ball       | Natalja Seroschtan  | Irina Gorbataja     | Anastassija Netschajewa |
| Damen – 9-Ball       | Natalja Seroschtan  | Irina Gorbataja     | Darja Sirotina          |
| Damen – 10-Ball      | Darja Sirotina      | Irina Gorbataja     | Tatjana Lwowa           |
| Damen – 10-Ball      | Darja Sirotina      | Irina Gorbataja     | Nikita Nowikowa         |